# زولتان كيمني
زولتان كيمني (بالمجرية: Kemény Zoltán)‏ هو رسام ومهندس معماري مجري، ولد في 21 مارس 1907 في Hunyad County ‏، وتوفي في 14 يونيو 1965 في زيورخ في سويسرا.

## وصلات خارجية
- زولتان كيمني على موقع الموسوعة البريطانية (الإنجليزية)